# 베를린 동물원역
베를린 동물원역(독일어: Bahnhof Berlin Zoologischer Garten)은 독일 베를린에 있는 철도역이다.

## 개요
2006년 5월 28일 베를린 중앙역 개업까지 동서 베를린으로 나뉘어 있던 서베를린 시대를 포함하여 오랫동안 베를린 서쪽 터미널 역할을 하고 있었던 기차역이다.
지금도 베를린 시내의 교통 거점으로서 베를린 지하철과 베를린 S-Bahn, 레기오날반, 레기오날엑스프레스 등 다양한 철도 다른 노선과 버스 노선이 지나간다. 중앙역 개업 후 장거리 열차는 일부를 제외하고 통과하고 있다.
역은 하르덴베르크 광장(Hardenbergplatz)에 위치하고 있으며 역명의 유래이기도 한 베를린 동물원과 가깝다. 카이저 빌헬름 기념 교회도 역 근처에서 파괴된 첨탑이 보인다.

## 인접 정차역
| ICE                                       | ICE                    | ICE                                      |
| ----------------------------------------- | ---------------------- | ---------------------------------------- |
| 반제 쾰른 중앙역 방면                     | ICE 10                 | 중앙역 방면                              |
| HBX                                       |                        |                                          |
| 반제 탈레 중앙역/고슬라어 방면            | 하르츠베를린엑스프레스 | 중앙역 동역 방면                         |
| RE·RB                                     |                        |                                          |
| 샤를로텐부르크 마그데부르크 중앙역 방면   | RE 1                   | 중앙역 프랑크푸르트 (오데르) 중앙역 방면 |
| 샤를로텐부르크 나우엔 방면                | RE 2                   | 중앙역 콧부스 중앙역 방면                |
| 샤를로텐부르크 데사우 중앙역 방면         | RE 7                   | 중앙역 젠프텐베르크 방면                 |
| 샤를로텐부르크 비스마르 방면              | RE 8                   | 중앙역 BER 공항 방면                     |
| 샤를로텐부르크 포츠담 골름역 방면         | RB 23                  | 중앙역 BER 공항 방면                     |
| 베를린 S반                                |                        |                                          |
| 사비니플라츠 슈판다우 방면                | S3                     | 티어가르텐 에르크너 방면                 |
| 사비니플라츠 베스트크로이츠 방면          | S5                     | 티어가르텐 슈트라우스베르크 노르트 방면  |
| 사비니플라츠 포츠담 방면                  | S7                     | 티어가르텐 아렌스펠데 방면               |
| 사비니플라츠 슈판다우 방면                | S9                     | 티어가르텐 BER 공항 방면                 |
| 베를린 지하철 2호선                       |                        |                                          |
| 에른스트로이터플라츠 룰레벤 방면          | U2                     | 비텐베르크플라츠 팡코 방면               |
| 베를린 지하철 9호선                       |                        |                                          |
| 쿠르퓌르스텐담 라트하우스 슈테글리츠 방면 | U9                     | 한자플라츠 오슬로어 슈트라세 방면        |